# Platycaulis renifolia
Platycaulis renifolia är en bladmossart som beskrevs av Rudolf Mathias Schuster. Platycaulis renifolia ingår i släktet Platycaulis och familjen Lophocoleaceae.
Artens utbredningsområde är Venezuela. Inga underarter finns listade i Catalogue of Life.